# بنیاد کمک‌رسانی خاور نزدیک
بنیاد خاور نزدیک (به انگلیسی: Near East Foundation) یک سازمان ناسودبر توسعه در ایالات متحده آمریکا است که به کمک‌رسانی و انجام کمک‌های بشردوستانه در منطقه خاورمیانه می‌پردازد.

## تاریخچه
«کمیته آمریکایی کمک به سوری‌ها و ارامنه» که امروزه با عنوان «بنیاد خاور نزدیک» شناخته می‌شود، اولین کارزار غیر حزبی در ایالات متحده آمریکا بود که برای کمک‌های بشردوستانه شکل گرفت. این کارزار برای کمک به ارامنه، آشوری‌ها و یونانی‌هایی شکل گرفت که در اوایل جنگ جهانی اول توسط تُرک‌های عثمانی مجبور به کوچ و تبعید شده بودند.

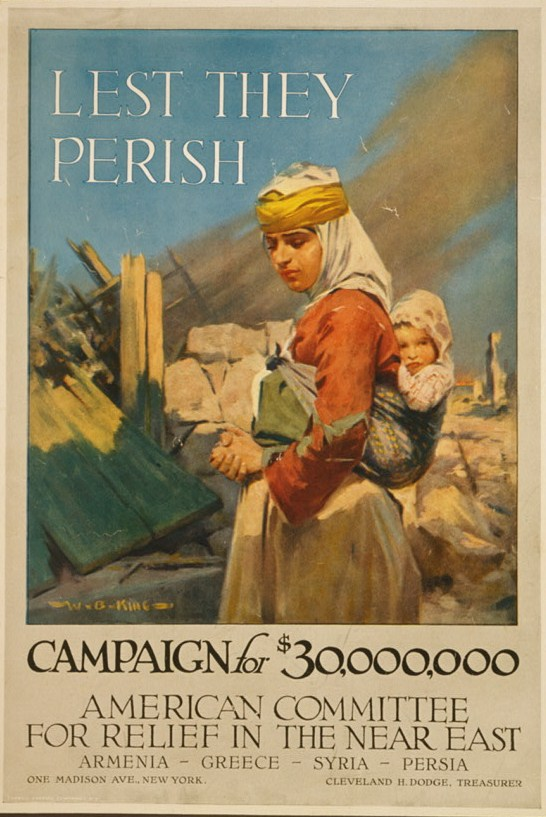
پُستری برای کارزار جلب ۳۰ میلیون دلار کمک‌های مردمی برای کودکان یتیم در ارمنستان، یونان، سوریه و ایران.
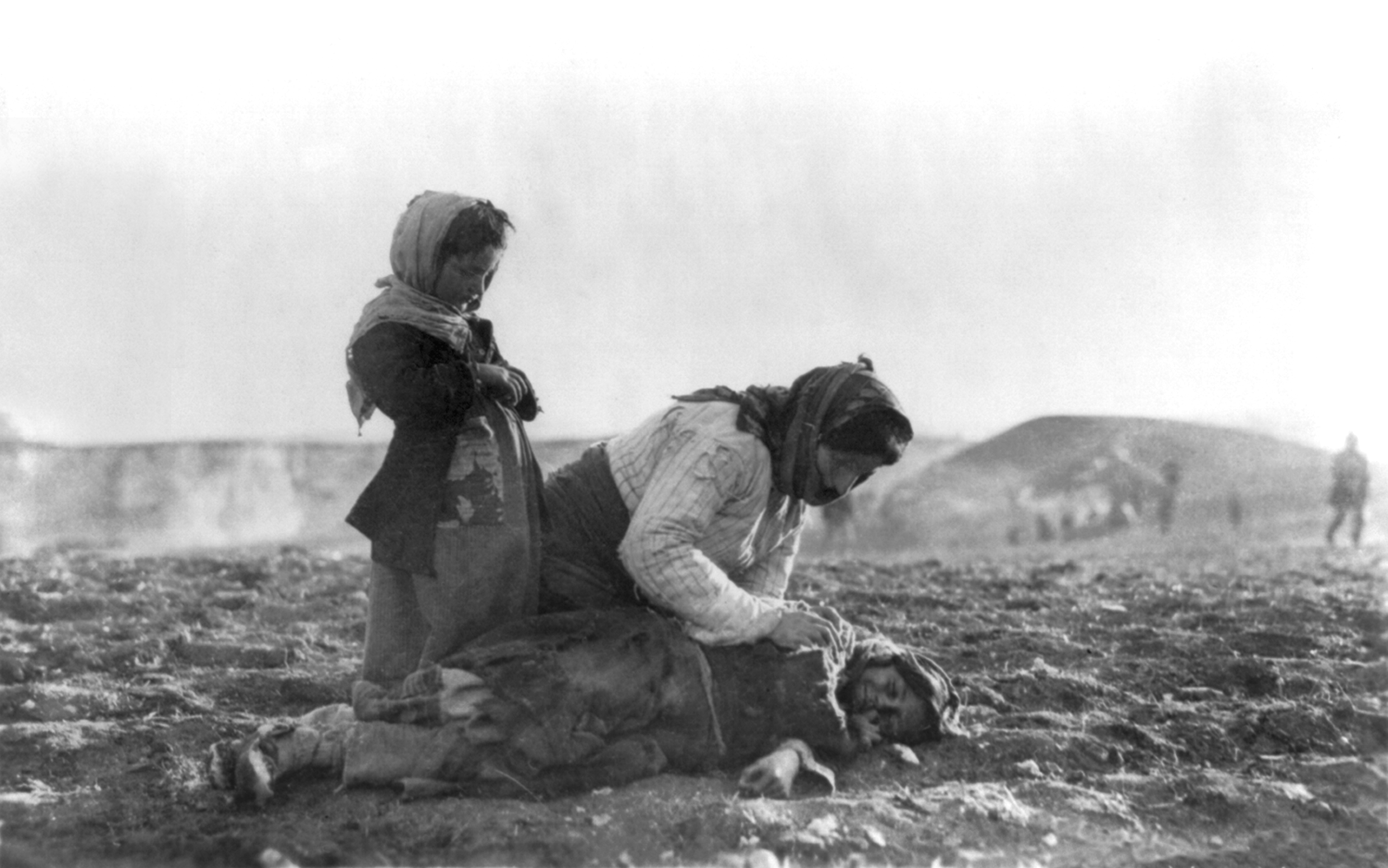
نگاره‌ای تاریخی از واقعهٔ موسوم به «نسل‌کشی ارمنی‌ها» در حلب که برای نخستین‌بار توسط بنیاد خاور نزدیک منتشر شد.